# Cloxacil·lina
La cloxacil·lina és un antibiòtic útil per al tractament d'una sèrie d'infeccions bacterianes. Això inclou impetigen, cel·lulitis, pneumònia, artritis sèptica i otitis externa. No és efectiu per a l'Staphylococcus aureus resistent a la meticil·lina (SARM). Es pot utilitzar per via oral i per injecció. A Espanya està comercialitzat com a EFG, Anaclosil i Orbenin.
Els efectes secundaris inclouen nàusees, diarrea i reaccions al·lèrgiques, inclosa l'anafilaxi. També es pot produir una diarrea per Clostridium difficile. No es recomana en persones que han tingut prèviament una al·lèrgia a la penicil·lina. L'ús durant l'embaràs sembla ser relativament segur. La cloxacil·lina forma part de la família de medicaments de la penicil·lina.
La cloxacil·lina va ser patentada el 1960 i aprovada per a ús mèdic el 1965. Està a la Llista de medicaments essencials de l'Organització Mundial de la Salut.